# Vlag van de Unie van Kalmar
De vlag van de Unie van Kalmar is een vrijwel onbekende vlag omdat er geen bestaand bewijs is van de vlag. Het ontwerp van de vlag wordt geschat op een gele achtergrond met daarop een rood Scandinavisch kruis.
Rijksstad Aken · Anhalt · Baden · Bataafse Republiek · Koninkrijk der Beide Siciliën · Koninkrijk Beieren · Groothertogdom Berg · Hertogdom Bourgondië · Brunswijk · Cornwall · Koninkrijk Dalmatië · Vrije Stad Danzig · Duitse Democratische Republiek · Duitse Rijk · Deutschösterreich · Engelse Gemenebest · Koninkrijk Etrurië · Vrijstaat Fiume · Republiek Gumuljina · Koninkrijk Hannover · Hanze · Heilige Roomse Rijk · Herceg-Bosna · Hessen-Darmstadt · Hessen-Kassel · Hessen-Homburg · Volksstaat Hessen · Idel-Oeral Staat · Joegoslavië · Kerkelijke Staat · Koeban · Koerland · Republiek Krakau · Lucca · Prinsbisdom Luik · Luikse Republiek · Mecklenburg-Schwerin · Mecklenburg-Strelitz · Memelland · Midden-Litouwen · Nazi-Duitsland · Neutraal Moresnet · Occitanië · Oldenburg · Oost-Roemelië · Oostenrijk-Hongarije · Ottomaanse Rijk · Parthenopeïsche Republiek · Pommeren · Pruisen · Republiek Ragusa · Reuss jongere linie · Reuss oudere linie · Volksstaat Reuss · Rijnprovincie · Protectoraat Saarland · Saksen · Saksen-Altenburg · Saksen-Coburg en Gotha · Saksen-Hildburghausen · Saksen-Meiningen · Savoie · Servië en Montenegro · Sovjet-Unie · Transkaukasische Socialistische Federatieve Sovjetrepubliek · Tsjecho-Slowakije · Unie van Kalmar · Republiek Venetië · Waldeck-Pyrmont · Westfalen · Weimarrepubliek · Württemberg ·  Republiek der Zeven Verenigde Nederlanden (1572-1795) · Republiek der Zeven Verenigde Nederlanden (1650-1795)